# Das Bankett der Schmuggler
Das Bankett des Schmuggler ist ein völkerverbindender, belgisch-deutscher Spielfilm aus dem Jahre 1952 des belgischen Dokumentarfilmregisseurs Henri Storck mit dem französischen Star Françoise Rosay in einer der Hauptrollen.

## Handlung
Kurz nach Ende des Zweiten Weltkriegs geschieht in einer kleinen Gemeinde im niederländisch-belgisch-deutschen Grenzgebiet etwas für diese Zeit geradezu Revolutionäres: Die Zollschranken zwischen den Benelux-Staaten sollen endlich fallen! Für den Bürgermeister der Gemeinde ist dies allerdings ein zweischneidiges Schwert, denn er ist zugleich Besitzer einer kleinen Schuhfabrik, und deren Existenz ist massiv durch diesen politisch gewollten Schritt bedroht. Der eigene Sohn soll es richten, der, kaum hat er die Leitung des Werkes übernommen, sofort Schmuggler damit beauftragt, die gesamte Schuhproduktion bei Nacht und Nebel über die Grenze nach Deutschland zu schaffen. Dort sollen die Schmuggler die unverzollte Ware mit Profit verkaufen, in der Hoffnung, dass mit dem Erlös die Arbeiter der Schuhfabrik weiterhin entlohnt werden können. Bei diesen illegalen Transaktionen kommt ein deutscher Schmuggler ums Leben. Dessen Schwester verliebt sich wiederum in einen anderen Schmuggler, und der gibt damit der jungen Frau einen neuen Sinn im Leben.

## Produktionsnotizen
Das Bankett des Schmuggler entstand in der zweiten Jahreshälfte 1951 in Belgien und wurde am 30. März 1952 im deutsch-belgischen Grenzgebiet, in Aachen, uraufgeführt. Die offizielle (West-)Berliner Premiere war am 26. Juni desselben Jahres, man konnte aber den Film erstmals in deutscher Sprache kurz zuvor im Rahmen des Berlinale 1952 sehen. Die französischsprachige Fassung Le Banquet des fraudeurs fand ihre Premiere im Rahmen der Filmfestspiele von Cannes (April/Mai 1952). Hier wurde Das Bankett des Schmuggler für den großen Festivalpreis nominiert.
Fritz Aeckerle und Léon Canel übernahmen die Produktionsleitung. Die Filmbauten stammen von Alfred Bütow. André Cayatte stand dem spielfilmunerfahrenen Storck beratend zur Seite.

## Wissenswertes
Das Bankett des Schmuggler war die erste deutsch-belgische filmische Zusammenarbeit nach dem Zweiten Weltkrieg und ein flammendes Plädoyer für eine zollschrankenfreie Einigung Europas. Drehbuchautor Charles Spaak erschien als der richtige Autor für diesen Filmstoff: Er war der Bruder des damaligen Leiters des Internationalen Rates der Europäischen Bewegung, Paul-Henri Spaak.
Der David O. Selznick-Preis (Silber-Lorbeer) ging 1952 an Das Bankett des Schmuggler für „den besten, der Völkerverständigung dienenden Film in französischer Sprache“.

## Kritiken
Der Spiegel stellte 1952 fest: „Regisseur Henri Stork drehte unter künstlerischem Patronat von "Schwurgericht"-Schöpfer André Cayatte mit einem Zwölf-Nationen-Team den "ersten europäischen Gemeinschaftsfilm". Herzhafte Satire auf den Kantönli-Geist und die Zollgrenzen des heutigen Europa, blutige Zwischenspiele im Niemandsland und leicht spitzweghafte Kleinstadt-Interieurs, in denen es nicht ganz geheuer ist.“
Der Filmdienst urteilte knapp: „Satire auf kleinkarierten Chauvinismus und engstirnige Zollgesetzgebung in Europa um 1950: (…) Der Film verfocht ein vereintes Europa, brachte sich aber mit einer schwach konstruierten Handlung und Konzessionen an den Publikumsgeschmack um seine Wirkung.“